# 30 redemptorystów zamordowanych w powstaniu warszawskim

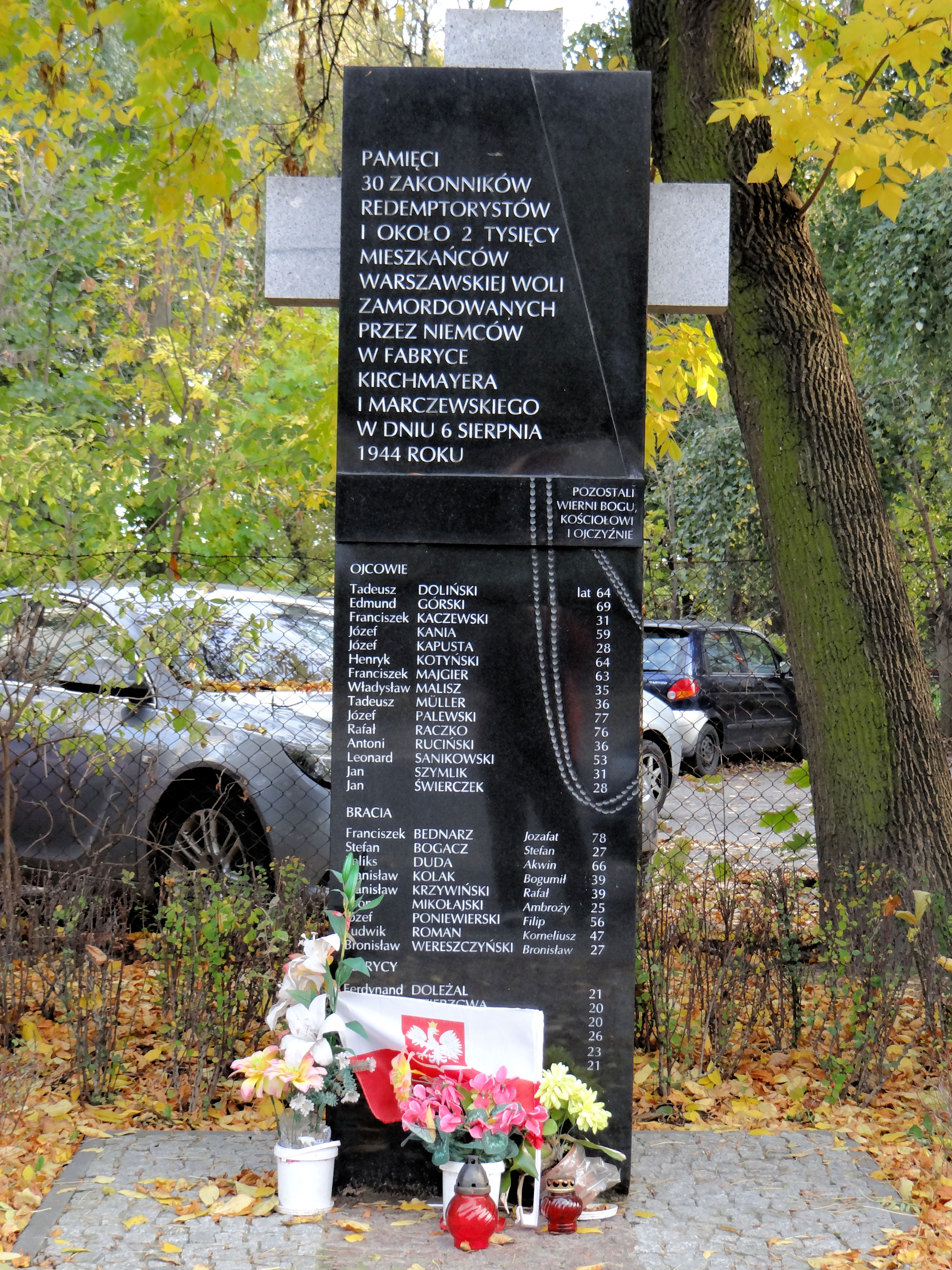
Pomnik przy ul. Wolskiej 79, upamiętniający tysiące mieszkańców Woli, w tym redemptorystów z klasztoru przy ul. Karolkowej, zamordowanych 6 sierpnia 1944 w fabryce Kirchmajera i Marczewskiego

30 redemptorystów zamordowanych w powstaniu warszawskim – mieszkańcy klasztoru oo. redemptorystów przy ul. Karolkowej 49 na stołecznej Woli, rozstrzelani przez Niemców w pierwszych dniach powstania warszawskiego.
Klasztor i kościół przy ul. Karolkowej zostały zdobyte 6 sierpnia 1944, tj. w drugim dniu rzezi Woli. Ponad dwudziestu zakonników Niemcy zaprowadzili wówczas do składu narzędzi i maszyn rolniczych fabryki Kirchmayera i Marczewskiego przy ul. Wolskiej 79/81 i tam rozstrzelali. Tego dnia oraz w dniach następnych zginęli lub zaginęli bez śladu także pozostali mieszkańcy klasztoru. W czasie rzezi Woli poniosło śmierć łącznie trzydziestu redemptorystów – w tym piętnastu ojców, dziewięciu braci koadiutorów, pięciu kleryków i jeden kleryk nowicjusz.

## Geneza i przebieg mordu

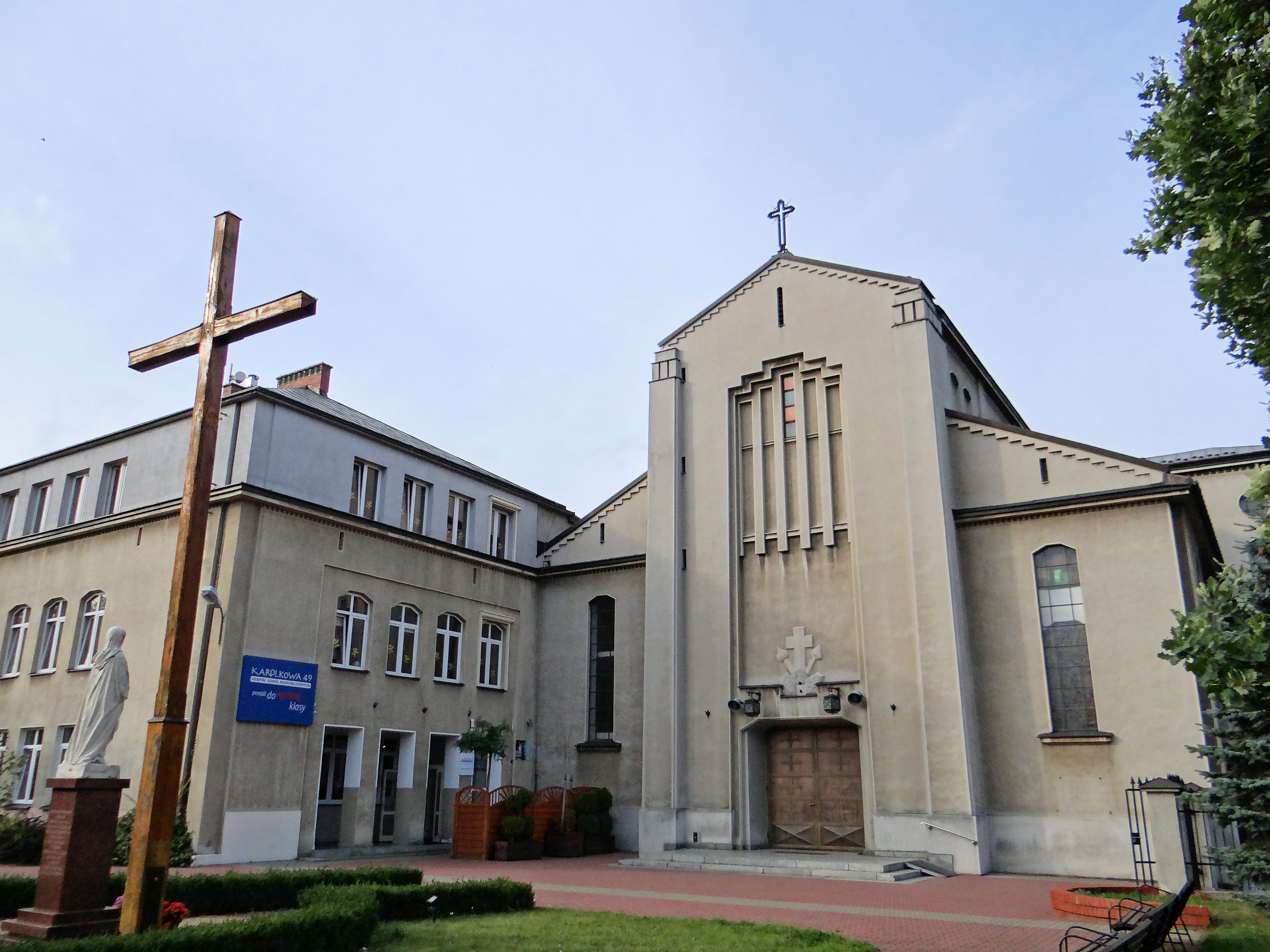
Kościół św. Klemensa Hofbauera przy ul. Karolkowej 49

W latach 1939–1944 działania wojenne oraz represje okupantów doprowadziły do likwidacji kilku ośrodków polskiej prowincji redemptorystów. W tych okolicznościach siedzibą drugiej co do wielkości wspólnoty zakonnej redemptorystów w Polsce stał się klasztor przy ul. Karolkowej 49 na warszawskiej Woli. W sierpniu 1944 warszawska wspólnota liczyła 33 członków (ojców, braci, kleryków). Przy klasztorze funkcjonowały nielegalne seminarium i nowicjat. Kilku zakonników i świeckich pracowników klasztoru aktywnie współpracowało z Polskim Państwem Podziemnym. Na potrzeby Armii Krajowej w klasztorze gromadzono żywność, a w ogrodzie przechowywano broń. Klasztorny budynek służył także członkom konspiracji jako miejsce spotkań.
W związku z przygotowaniami do rozpoczęcia powstania w Warszawie dowództwo Armii Krajowej wyznaczyło klasztor przy ul. Karolkowej na miejsce koncentracji III Batalionu OW PPS im. Stefana Okrzei, podporządkowanego organizacyjnie dowództwu Obwodu III AK „Wola”. Niewykluczone, iż wpływ na tę decyzję wywarły powiązania niektórych zakonników z ruchem oporu. W południe 1 sierpnia 1944 na Karolkowej pojawili się oficerowie AK, którzy oświadczyli ojcu rektorowi Józefowi Kani, iż „zajmują klasztor na cele wojskowe”. Na krótko przed godziną „W” w klasztorze oraz w przylegającym doń kościele św. Klemensa Hofbauera zaczęli się gromadzić uzbrojeni żołnierze. Bezskuteczne okazały się protesty ojca rektora, który wedle relacji świadków miał niemalże „ze łzami w oczach” zaklinać powstańców by przenieśli się do innego budynku. Biskup sufragan piński Karol Niemira, który odwiedził klasztor na półtorej godziny przed wybuchem powstania, także prosił powstańców, aby nie narażali klasztoru i zakonników na niemiecki odwet. Żołnierze ponownie jednak odmówili, powołując się na rozkazy swojego dowództwa. Tego dnia w klasztorze pojawił się również kapelan Obwodu AK „Wola”, palotyn o. Władysław Zbłowski ps. „Struś”, który miał dopilnować, aby zgodnie z wcześniejszymi ustaleniami wyznaczeni redemptoryści udali się na powstańcze punkty sanitarne. Po interwencji kapelana o. Kania oddelegował do tego zadania dwóch lub trzech ojców. Ostatecznie żaden z nich nie zdołał jednak dotrzeć do wyznaczonych placówek.
2-4 sierpnia wzdłuż osi ul. Wolskiej toczyły się zaciekłe walki pomiędzy żołnierzami AK i AL a pododdziałami niemieckiej Dywizji Pancerno-Spadochronowej „Hermann Göring”. W klasztorze zaczęli wówczas szukać schronienia mieszkańcy okolicznych domów. Ojciec rektor zdołał chwilowo odwieść powstańców od zajmowania stanowisk ogniowych w zabudowaniach kościoła i klasztoru. Niemniej klasztor i jego mieszkańcy ucierpieli na skutek walk. Rankiem 2 sierpnia niemiecki pocisk uderzył w ścianę kościoła koło zakrystii; oderwany kawał muru poważnie kontuzjował wówczas o. Władysława Malisza. Wieczorem 3 sierpnia, podczas wyprawy po żywność na ul. Okopową, został ranny w nogę br. Józef Poniewierski (Filip). 4 sierpnia niemiecki pocisk ponownie trafił w gmach kościoła, zabijając lub raniąc wielu uchodźców. W związku z rosnącym zagrożeniem dwóch lub trzech kleryków prawdopodobnie złożyło 2 sierpnia przyśpieszone śluby zakonne.
5 sierpnia oddziały niemieckie dowodzone przez SS-Gruppenführera Heinza Reinefartha przystąpiły do szturmu na Wolę. Rozpoczęła się jednocześnie masowa rzeź polskiej ludności cywilnej. Tego poranka kościół ucierpiał na skutek niemieckiego nalotu – według jednej z relacji bomba eksplodowała obok prezbiterium, doprowadzając do zasypania ołtarza z konsekrowanymi hostiami; inni świadkowie twierdzili natomiast, iż wybuch spowodował wybicie wszystkich szyb w oknach, których odłamki zraniły wielu ludzi. Zakonnicy oraz przebywający w klasztorze uchodźcy musieli szukać schronienia w piwnicach. Zniesiono tam również obraz Matki Bożej Nieustającej Pomocy. Mimo próśb ojca rektora powstańcy zajęli stanowiska ogniowe w klasztornym budynku, ostrzeliwując Niemców z najwyższej (zachodniej) kondygnacji. W godzinach wieczornych w schronie odbyło się nabożeństwo, w którego trakcie o. Tadeusz Müller miał udzielić zgromadzonym ogólnego rozgrzeszenia (inne relacje mówią, że uczynił to później o. Józef Kania). Około godziny 22:30 do schronu miał przybyć powstaniec z ostrzeżeniem, iż Niemcy są już blisko i należy uciekać. Ojciec rektor sprzeciwił się jednak opuszczeniu klasztoru, twierdząc, iż lepiej będzie „zginąć na miejscu”. Wierni regule posłuszeństwa redemptoryści podporządkowali się decyzji przełożonego.

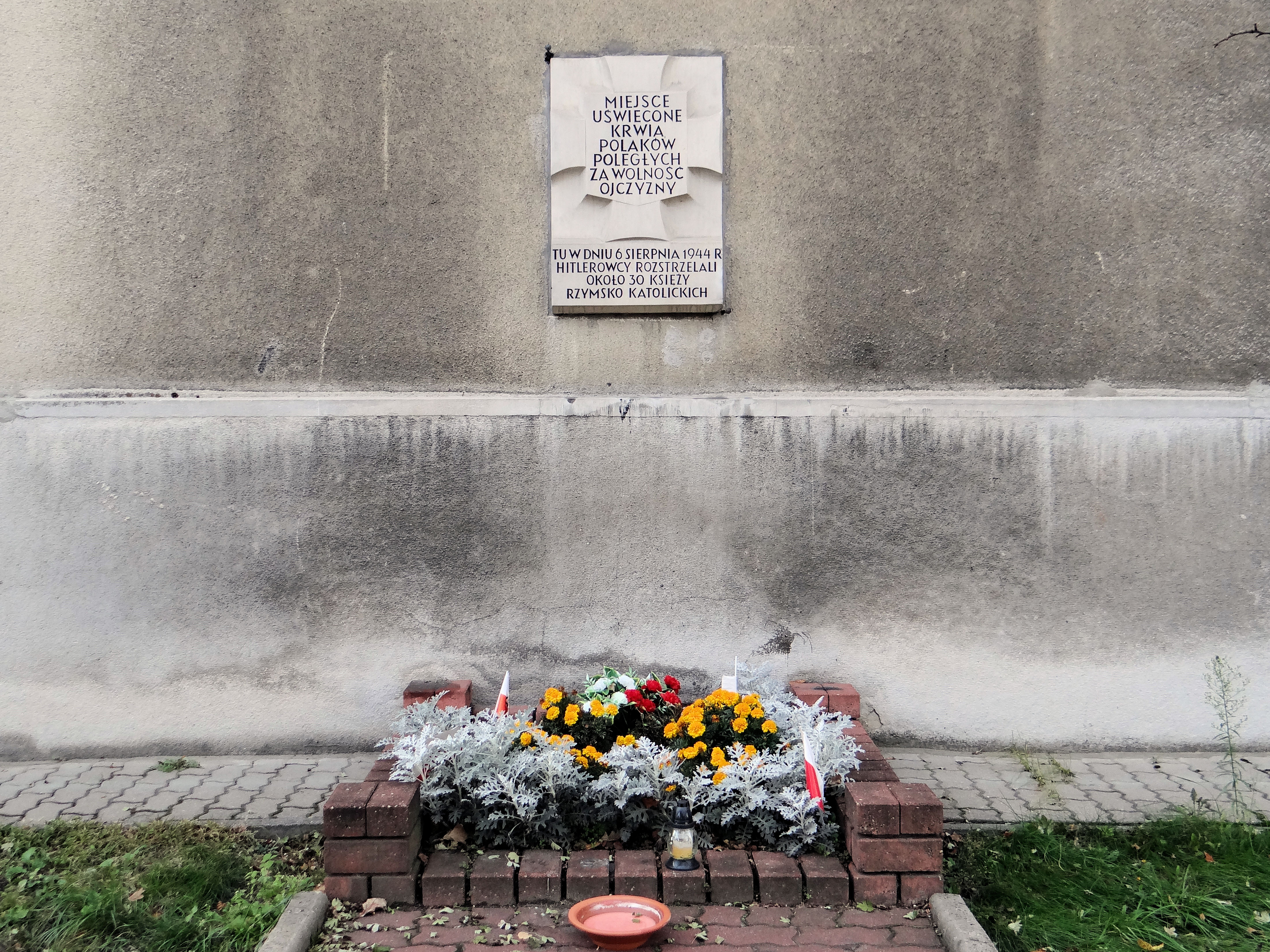
Tablica Tchorka upamiętniająca 30 straconych redemptorystów. Kościół św. Klemensa Hofbauera

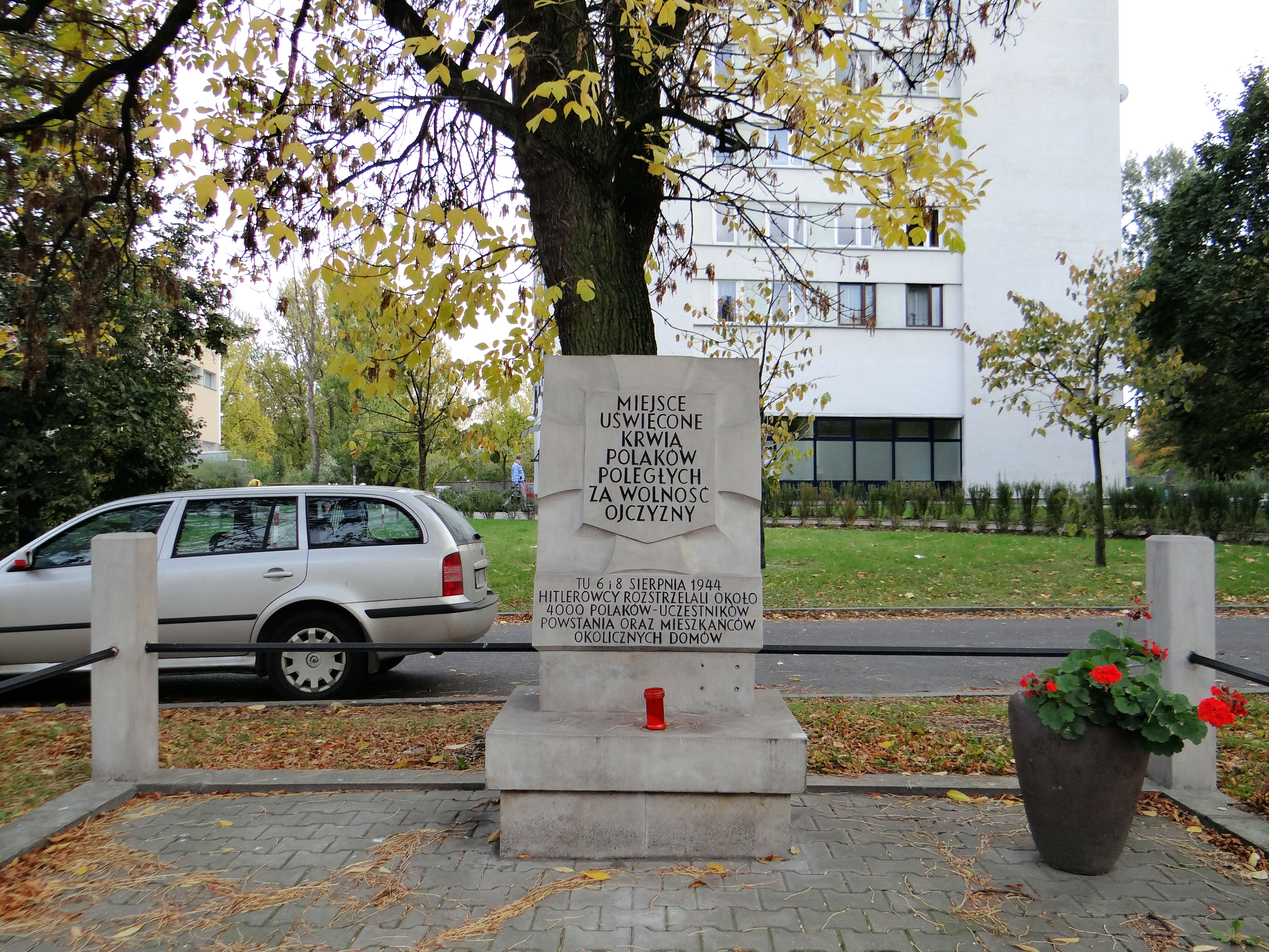
Tablica Tchorka upamiętniająca ofiary egzekucji w fabryce Kirchmajera i Marczewskiego (ul. Wolska 79/81)

Po północy 6 sierpnia, około godz. 1:00 lub 2:00, klasztor i kościół zostały opanowane przez Niemców. Przebywających w schronie i w zabudowaniach Polaków wyprowadzono na ul. Karolkową, a następnie ustawiono pod ścianą fabryki Henneberga. Tam żołnierze dokonali „selekcji”, ustawiając osobno kobiety i dzieci, mężczyzn oraz zakonników. Według niektórych relacji to właśnie wówczas ojciec rektor udzielił wszystkim obecnym ogólnego rozgrzeszenia (za co miał otrzymać cios kolbą karabinową). Po szybkiej rewizji tłum Polaków ustawiono czwórkami i pognano w kierunku zamienionego na punkt zborny kościoła św. Wojciecha przy ul. Wolskiej 76. Kolumna dotarła na miejsce we wczesnych godzinach porannych. Kobiety i dzieci wprowadzono do kościoła, a mężczyzn podzielono na kilkudziesięcioosobowe grupy, po czym zaprowadzono do leżącego po drugiej stronie ulicy składu narzędzi i maszyn rolniczych fabryki Kirchmayera i Marczewskiego (ul. Wolska 79/81). W pierwszej partii znalazło się ponad dwudziestu redemptorystów. Świadkiem egzekucji, która rozpoczęła się chwilę później, był Czesław Cieplik z ul. Chłodnej. Zeznał on po wojnie, iż zakonników ustawiono w dwuszeregu, po czym kolejno zabito strzałami w tył głowy. Jako ostatni zginąć miał ojciec rektor, którego Niemcy zmusili w ten sposób do patrzenia na śmierć powierzonych jego opiece członków wspólnoty. Cieplik wraz z synem pracował później przy układaniu na stos zwłok zamordowanych redemptorystów. Zdołał uciec z miejsca kaźni, lecz jego syn został zastrzelony w czasie ucieczki. Tymczasem Niemcy rozstrzelali jeszcze w tym miejscu kilka grup mężczyzn przyprowadzonych z klasztoru przy ul. Karolkowej. W trakcie masakry niespodziewanie przyszedł jednak rozkaz wstrzymania egzekucji, co ocaliło życie pozostałym mężczyznom. Ciała redemptorystów oraz innych ofiar masakry zostały później spalone przez członków Verbrennungskommando.
Świadkiem egzekucji redemptorystów był również niemiecki policjant Aloys T., zastępca dowódcy plutonu w batalionie policyjnym z Kraju Warty. W zeznaniu złożonym na potrzeby śledztwa prowadzonego w latach 60. przeciw Heinzowi Reinefarthowi opisał on przebieg masakry następującymi słowami:

Na Wolskiej zobaczyłem nagle dużą kolumnę ludzi idących od strony centrum miasta w eskorcie żołnierzy. Nastroje od razu nam się pogorszyły i słychać było m.in. słowa: „Prowadzą też klechów” […] Po mniej więcej 10 minutach zobaczyłem nagle, jak 15 czy 20 księży katolickich zatrzymało się w blasku płonącego domu. Stali w jednym szeregu. Nagle podbiegli do nich od tyłu dwaj żołnierze SD uzbrojeni w karabiny maszynowe i zabili ich wszystkich strzałem w kark. Kiedy skończyli, przyszła kolej na około 20 Polaków, wśród których znajdował się też chłopiec w wieku 14-15 lat. Był to straszny widok. Nigdy wcześniej nie wstydziłem się tak bardzo jak tamtej nocy, że jestem Niemcem.

Nie wszyscy mieszkańcy klasztoru zostali jednak zamordowani w składzie narzędzi i maszyn rolniczych.
- Jest pewne, iż rankiem 6 sierpnia w klasztorze przebywało wciąż co najmniej trzech zakonników[28]. Z zeznań świadków wynika, iż byli to ojcowie Henryk Kotyński i Tadeusz Doliński, których żołnierze skierowali z powrotem do klasztoru, aby tam zaopiekowali się o. Edmundem Górskim (z powodu choroby był on niezdolny do poruszania się o własnych siłach)[29]. Tego poranka ojcowie mieli nawet odprawić dwie msze dla kilkunastu ocalałych polskich cywilów. W trakcie drugiej mszy do kościoła wtargnęli jednak Niemcy, którzy oderwali o. Kotyńskiego od ołtarza, a następnie rozpoczęli przeszukanie budynku. Jeden z żołnierzy, władający językiem polskim, pozwolił wówczas uciec grupie kobiet i dzieci. Trzej zakonnicy byli wtedy po raz ostatni widziani żywi[30]. Kilka miesięcy później częściowo spalone zwłoki o. Górskiego odnaleziono w klasztornej piwnicy[31]. Na temat okoliczności śmierci dwóch pozostałych redemptorystów istnieją natomiast sprzeczne relacje. W przylegającym do klasztoru ogrodzie Pałacyku Biernackich kilku świadków miało później zobaczyć zwłoki dwóch duchownych, których rysopis odpowiadał wizerunkowi ojców Dolińskiego i Kotyńskiego[32]. Franciszek Zasada, ocalały członek Verbrennungskommando, zeznał natomiast, iż w ogrodzie pałacyku spalił wraz z kolegami ciała trzech duchownych[33]. Z kolei inny świadek twierdził, iż 7 sierpnia znalazł na terenie kościoła ciała trzech redemptorystów, leżące odpowiednio w drzwiach, w prezbiterium oraz przed bocznym ołtarzem[34].
- Dzięki nadejściu rozkazu o wstrzymaniu egzekucji rozstrzelania w składzie maszyn rolniczych uniknęli bracia Stanisław Krzywiński (Rafał) i Franciszek Bednarz (Jozafat). Razem z kilkudziesięcioma innymi mężczyznami zostali oni uwięzieni w budynku przy ul. Sokołowskiej (naprzeciw kościoła św. Wojciecha). Już wieczorem 6 sierpnia Niemcy wywołali jednak br. Krzywińskiego, po którym ślad odtąd zaginął[35]. Z kolei 7 sierpnia Niemcy polecili zgłosić się wszystkim Polakom, którzy nie czują się na siłach dojść pieszo do obozu przejściowego w Pruszkowie. Między innymi zgłosił się wówczas 78-letni br. Bednarz, który jeszcze tego samego dnia miał zostać rozstrzelany[36]. Znaleźli się jednak świadkowie, którzy twierdzili, iż br. Bednarza jeszcze przez kilka dni widywano na ul. Sokołowskiej, a jego egzekucja nastąpiła dopiero w okolicach 11 sierpnia[28].
- W nieznanych do końca okolicznościach zginął o. Rafał Raczko. Rankiem 6 sierpnia znajdował się on w grupie mężczyzn, która w ostatniej chwili uniknęła rozstrzelania w składzie narzędzi i maszyn rolniczych. Wraz z pozostałymi mężczyznami o. Raczko trafił następnie do kościoła św. Wojciecha, lecz tam ślad po nim się urywa. Franciszek Zasada zeznał, że gdy wraz z pozostałymi członkami Verbrennungskommando palił ciała w ogrodzie Pałacyku Biernackich, był świadkiem, jak esesmani przez wyrwę w murze od strony klasztoru redemptorystów przyprowadzili do ogrodu starego zakonnika, którego po wyszydzeniu zastrzelili. Zasada przypuszczał, iż zamordowanym duchownym był o. Doliński, lecz wiek i rysopis ofiary wskazują, iż był to raczej o. Raczko[37].

W 1976 do warszawskiego klasztoru oo. redemptorystów zgłosił się świadek, który twierdził, że w czasie egzekucji w składzie maszyn rolniczych jeden z zakonników zdołał zdjąć habit i niepostrzeżenie dołączyć do innej grupy mężczyzn. 8 sierpnia wraz ze współtowarzyszami został wywieziony na roboty przymusowe do Alexanderdorf koło Oldenburga, gdzie zginął na krótko przed wyzwoleniem. Zakonnik nigdy nie podał swojego nazwiska, a koledzy zwali go „Juliuszem”. Z rysopisu wynika, iż niezidentyfikowanym redemptorystą mógł być o. Władysław Malisz, lecz nie jest to możliwe do zweryfikowania.
W czasie rzezi Woli zginęło łącznie trzydziestu redemptorystów z klasztoru przy ul. Karolkowej – w tym piętnastu ojców, dziewięciu braci koadiutorów, pięciu kleryków i jeden kleryk nowicjusz. Ocalało tylko trzech mieszkańców klasztoru – ojcowie Piekarz i Jan Igielski oraz kleryk Jan Piekarski – którzy w momencie wybuchu powstania przebywali w sierocińcu ss. urszulanek w Czarnej. Kościół i klasztor przy ul. Karolkowej zostały częściowo spalone i zrujnowane, lecz silna konstrukcja zapobiegła ich całkowitemu zniszczeniu.

## Lista zamordowanych

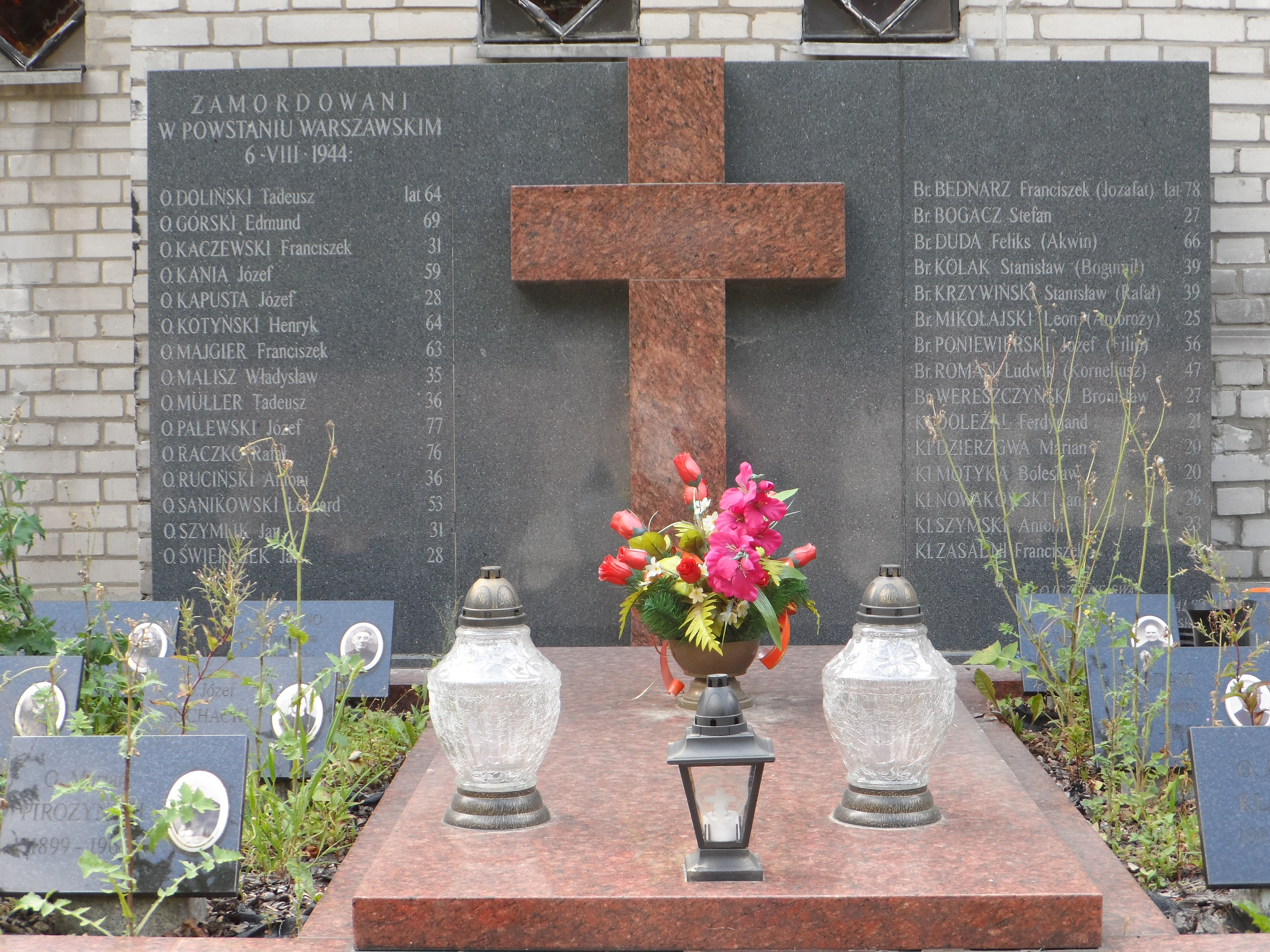
Symboliczny grób zamordowanych redemptorystów na cmentarzu Wolskim

### Ojcowie
1. Doliński Tadeusz (ur. 15 lipca 1880 w Nockowej) – śluby zakonne złożył 8 września 1905 w Mościskach, święcenia kapłańskie przyjął 28 lipca 1907 w Maksymówce. W czasie I wojny światowej pełnił posługę jako kapelan w austro-węgierskich szpitalach wojskowych, roztaczając jednocześnie opiekę nad polskimi uchodźcami z Galicji. Członkiem warszawskiej wspólnoty zakonnej pozostawał od 1933 roku. Pełnił funkcję prefekta chorych i gości, a dzięki spadkowi po rodzicach przyczynił się także do rozbudowy tamtejszej fundacji[42].
2. Górski Edmund (ur. 28 października 1875 w Miechowie) – święcenia kapłańskie przyjął 28 października 1898 w Kielcach. Początkowo jako ksiądz diecezjalny pełnił posługę w różnych parafiach diecezji kieleckiej. Uzyskał godność dziekana oraz funkcję ojca duchowego kleryków w kieleckim seminarium duchownym. Wkrótce podjął jednak decyzję o wstąpieniu do zakonu redemptorystów. Śluby zakonne złożył 2 sierpnia 1914 w Mościskach. W latach 1920–1926 i 1934–1939 piastował urząd rektora klasztoru przy ul. Karolkowej w Warszawie, przez pewien czas pełnił także funkcję przełożonego klasztoru w Toruniu. Po wybuchu II wojny światowej pełnił przez pewien czas funkcję przełożonego klasztoru i kierownika seminarium w Tuchowie. Do Warszawy powrócił ostatecznie w 1943 roku. W ostatnich latach życia stan jego zdrowia systematycznie się pogarszał[43].
3. Kaczewski Franciszek (ur. 2 kwietnia 1913 w Łękawicy) – podobnie jak jego dwaj starsi bracia podjął decyzję o wstąpieniu do zakonu redemptorystów. Do juwenatu został przyjęty w 1925 roku, a śluby zakonne złożył 3 sierpnia 1934 w Mościskach. Święcenia kapłańskie przyjął 25 czerwca 1939 w Tarnowie. Wybuch wojny uniemożliwił mu podjęcie szerszej działalności misyjnej. Przez pewien czas pracował przy kościele św. Jozafata w Lublinie. Do wspólnoty warszawskiej został przydzielony na krótko przed wybuchem powstania[44].
4. Kania Józef (ur. 23 stycznia 1885 w Klikowej) – śluby zakonne złożył 18 listopada 1901 w Mościskach, święcenia kapłańskie przyjął 28 lipca 1907 w Maksymówce. Początkowo pracował jako lektor w seminarium zakonnym redemptorystów w Mościskach, później pełnił urząd przełożonego w różnych klasztorach. Kłopoty zdrowotne uniemożliwiły mu wyjazd na misję do Argentyny. Funkcję rektora klasztoru w Warszawie pełnił z przerwami od 1930 do swojej śmierci w sierpniu 1944[45].
5. Kapusta Józef (ur. 30 października 1916 we Wróżenicach) – do juwenatu w Toruniu został przyjęty w 1930 roku, a śluby zakonne złożył 2 sierpnia 1935 w Mościskach. Święcenia kapłańskie przyjął 29 czerwca 1941 w Tuchowie. Uczestniczył w pracach misyjnych i rekolekcyjnych, a także pełnił funkcję kronikarza klasztoru w Tuchowie. Do wspólnoty warszawskiej został przydzielony na trzy tygodnie przed wybuchem powstania[46].
6. Kotyński Henryk (ur. 25 stycznia 1880 w Wysokiem Mazowieckiem) – święcenia kapłańskie przyjął 18 lipca 1909 w Lublinie. Jako ksiądz diecezjalny pełnił przez krótki czas posługę kapelana lubelskiego szpitala. Podjąwszy decyzję o wstąpieniu do zakonu redemptorystów, złożył 8 września 1912 śluby zakonne w Mościskach. Od 1927 roku przebywał niemal stale w klasztorze przy ul. Karolkowej w Warszawie. Jako były farmaceuta opiekował się często chorymi współbraćmi. Był cenionym spowiednikiem[47].
7. Majgier Franciszek (ur. 1 kwietnia 1881 w Strzelczyskach) – nowicjat odbywał w Eggenburgu, gdzie 2 sierpnia 1899 złożył także śluby zakonne. Święcenia kapłańskie przyjął 1 sierpnia 1906 w Mautern. Po powrocie do Polski pełnił funkcję wykładowcy w juwenacie, a w czasie I wojny światowej pracował w austriackim Linzu, gdzie opiekował się polskimi uchodźcami oraz rannymi w szpitalach wojskowych. W pierwszych latach II wojny światowej pełnił funkcję ekonoma klasztoru redemptorystów w Zamościu, który wraz ze współbraćmi musiał jednak opuścić z powodu zagrożenia ze strony ukraińskich nacjonalistów. Po 1942 roku przebywał w Warszawie[48].
8. Malisz Władysław (ur. 23 lutego 1909 w Faściszowej) – juwenat rozpoczął w Tuchowie, a ukończył w Toruniu. Śluby zakonne złożył 2 sierpnia 1928 w Mościskach, natomiast święcenia kapłańskie przyjął 13 sierpnia 1933 w Tuchowie. W 1938 roku objął urząd rektora klasztoru w Krakowie. W latach 1939–1942 pełnił funkcję przełożonego wspólnoty zakonnej w Mościskach, którą bez poważniejszych strat zdołał przeprowadzić przez okres okupacji sowieckiej. W celu odpoczynku i wzmocnienia zdrowia został w 1942 skierowany do klasztoru w Tuchowie, gdzie pracował jako rekolekcjonista i misjonarz. Później został przydzielony do wspólnoty warszawskiej, gdzie pełnił funkcję ekonoma oraz zastępcy rektora[49].
9. Müller Tadeusz (ur. 10 stycznia 1908 w Krakowie) – juwenat rozpoczął w Tuchowie, a ukończył w Toruniu. Śluby zakonne złożył 2 sierpnia 1924 w Mościskach, natomiast święcenia kapłańskie przyjął 15 kwietnia 1933 w Tuchowie. Wybuch wojny uniemożliwił mu podjęcie szerszej działalności misyjnej. W Warszawie pracował od 1942 roku, m.in. jako główny pomocnik ekonoma[50].
10. Palewski Józef (ur. 22 marca 1867 w Starej Wsi) – święcenia kapłańskie przyjął 14 czerwca 1890 w Tarnowie. Początkowo jako ksiądz diecezjalny pełnił posługę w parafiach w Bochni i Tarnowie. Podjąwszy decyzję o wstąpieniu do zakonu redemptorystów, złożył 2 sierpnia 1893 śluby zakonne w Eggenburgu. Po powrocie do Polski pełnił rozmaite funkcje w powstającej prowincji polskiej zakonu redemptorystów. Piastował m.in. stanowisko dyrektora juwenatu (1893–1907) oraz rektora klasztoru w Tuchowie (1901–1904). Uczestniczył w tworzeniu klasztoru redemptorystów w Warszawie. Był wydawcą i redaktorem miesięcznika „Chorągiew Maryi”. Przetłumaczył na język polski kilka dzieł ascetycznych, m.in. „Nawiedzenie Najświętszego Sakramentu” św. Alfonsa Liguori. Od 1934 stale przebywał w Warszawie. Przez wiele lat sprawował urząd ekonoma klasztoru przy ul. Karolkowej[51].
11. Raczko Rafał (ur. 24 października 1868 w Kielcach) – święcenia kapłańskie przyjął 20 lipca 1891 w Kielcach. Jako ksiądz diecezjalny pełnił początkowo posługę w różnych parafiach diecezji kieleckiej. Podjąwszy decyzję o wstąpieniu do zakonu redemptorystów, rozpoczął w 1913 nowicjat w klasztorze w Mościskach. Z powodu wybuchu I wojny światowej musiał wyjechać do Bílska na Morawach, gdzie 13 listopada 1914 złożył śluby zakonne. Odtąd pracował aktywnie jako misjonarz i rekolekcjonista. Członkiem warszawskiej wspólnoty zakonnej pozostawał od 1936 roku[52].
12. Ruciński Antoni (ur. 18 czerwca 1908 w Rumianie) – nowicjat odbył w Mościskach, gdzie 2 sierpnia 1927 złożył także śluby zakonne. Święcenia kapłańskie przyjął 13 sierpnia 1933 w Tuchowie. Przygotowywał się do pełnienia posługi wśród szwedzkiej Polonii, co uniemożliwił jednak wybuch II wojny światowej. W okresie okupacji sowieckiej pełnił funkcję magistra nowicjatu w klasztorze w Mościskach. Po niemieckiej inwazji na ZSRR przeniósł się do klasztoru w Łomnicy, gdzie piastował urząd ekonoma i pomocnika magistra nowicjatu. W związku z groźbą niemieckich represji seminarium i nowicjat zostały jednak wkrótce zamknięte, a o. Ruciński wraz z grupą nowicjuszy przeniósł się do Warszawy[53].
13. Sanikowski-Dziegieć Leonard[54] (ur. 24 sierpnia 1891 w Horodyszczach) – śluby zakonne złożył 2 sierpnia 1912 w Mościskach, święcenia kapłańskie przyjął 10 marca 1918 we Lwowie. Z powodu wady wymowy nie zdobył renomy wybitnego kaznodziei, uważany był natomiast za „męczennika konfesjonału”. Wybuch wojny uniemożliwił realizację jego planów dotyczących pracy misyjnej na Wołyniu[55].
14. Szymlik Jan (ur. 27 listopada 1913 w Schönwerder) – śluby zakonne złożył 2 sierpnia 1933 w Mościskach, święcenia kapłańskie przyjął 29 czerwca 1938 w Tarnowie. Z powodu gruźlicy, na którą zapadł pod koniec studiów seminaryjnych, przechodził intensywną kurację w Zakopanem, Krakowie i od roku 1940 w Warszawie. Zapowiadał się jako uzdolniony kaznodzieja[56].
15. Świerczek Jan (ur. 13 maja 1916 w Jadownikach) – śluby zakonne złożył 2 sierpnia 1936 w Mościskach, święcenia kapłańskie przyjął 29 czerwca 1941 w Tuchowie. Po krótkiej pracy misyjnej został w połowie lipca 1944 przydzielony do wspólnoty zakonnej w Warszawie[57].

### Bracia koadiutorzy
1. Bednarz Franciszek (ur. 4 października 1866 w Bratkowicach) – śluby zakonne złożył 26 kwietnia 1896 w Eggenburgu. Przyjął imię zakonne Jozafat. Pracował w różnych klasztorach, przeważnie jako krawiec. W ostatnich latach życia zupełnie ogłuchł[58].
2. Bogacz Stefan (ur. 7 kwietnia 1917 w Radgoszczy) – śluby czasowe złożył 7 lutego 1937 w Toruniu. W klasztorze przy ul. Karolkowej mieszkał od 1942 roku. Zajmował się przede wszystkim krawiectwem[59].
3. Duda Feliks (ur. 10 listopada 1878 w Siemiechowie) – śluby wieczyste złożył 2 sierpnia 1903 w Tuchowie. Przyjął imię zakonne Akwin. W latach 1914–1919 odbywał służbę wojskową. Przez wiele lat pracował w różnych klasztorach jako kucharz, a gdy uniemożliwiły mu to kłopoty zdrowotne, nauczył się gry na organach i niekiedy wyręczał organistę. Ostatnich 15 lat życia spędził w klasztorze przy ul. Karolkowej[60].
4. Kolak Stanisław (ur. 9 listopada 1905 w Luszowicach) – postulat i nowicjat odbył w Toruniu, gdzie 16 października 1933 złożył także śluby czasowe. Przyjął imię zakonne Bogumił. Po wybuchu II wojny światowej wraz z br. Stanisławem Krzywińskim złożył 4 września 1939 śluby wieczyste. Niedługo później opuścił Toruń i udał się do Krakowa, skąd po pewnym czasie przełożeni zakonni przenieśli go do Warszawy[61].
5. Krzywiński Stanisław (ur. 11 stycznia 1905 w Gogolowie) – postulat i nowicjat odbył w Toruniu, gdzie 12 maja 1934 złożył także śluby czasowe. Przyjął imię zakonne Rafał. Po wybuchu II wojny światowej wraz z br. Stanisławem Kolakiem złożył 4 września 1939 śluby wieczyste. Przeniesiony do wspólnoty warszawskiej pracował jako ogrodnik[62].
6. Mikołajski Leon (ur. 27 sierpnia 1919 w Hombord) – postulat i nowicjat odbył w Toruniu, gdzie 15 października 1937 złożył także śluby czasowe. Przyjął imię zakonne Ambroży. Mieszkał w klasztorach w Tuchowie i Krakowie, pracując przede wszystkim jako szewc. W lipcu 1944 skierowano go czasowo do Warszawy, aby dokonał napraw obuwia w tamtejszym klasztorze. Tam też zastał go wybuch powstania[63].
7. Poniewierski Józef  (ur. 4 sierpnia 1888 w Pacanowie) – nowicjat rozpoczął w sierpniu 1906 w klasztorze w Tuchowie. Śluby wieczyste złożył 2 sierpnia 1910 w Mościskach. Przyjął imię zakonne Filip. Mimo iż był z zawodu szewcem, pracował przede wszystkim jako ogrodnik, a sporadycznie również jako furtian. W Warszawie pełnił posługę od 1930 roku[64].
8. Roman Ludwik (ur. 19 grudnia 1897 w Kołkówce) – uczestnik wojny polsko-bolszewickiej, dosłużył się stopnia kaprala WP. Postulat i nowicjat odbył w Tuchowie, gdzie 2 sierpnia 1924 złożył także śluby czasowe. Przyjął imię zakonne Korneliusz. Śluby wieczyste złożył w 1930 roku. Początkowo pracował jako krawiec, a po przeniesieniu do Torunia i odbyciu kursu pielęgniarstwa pełnił posługę jako opiekun apteki i sali chorych. Członkiem warszawskiej wspólnoty zakonnej pozostawał od 1942 roku. W klasztorze przy ul. Karolkowej pełnił funkcję zakrystiana[65].
9. Wereszczyński Bronisław (ur. 18 sierpnia 1917 w Isernej) – postulat odbył w  Mościskach a nowicjat w Toruniu, gdzie 2 lutego 1937 złożył także śluby czasowe. Niedługo później wyjechał do Warszawy, gdzie pracował w kuchni klasztornej[66].

### Klerycy
1. Doleżal Ferdynand (ur. 30 maja 1923 w Krakowie) – w 1935 roku został przyjęty do juwenatu w Toruniu. W związku z wybuchem wojny był zmuszony dokończyć naukę w Krakowie. W mieście tym rozpoczął również nowicjat, który kontynuował następnie w Łomnicy, gdzie 2 lutego 1941 złożył śluby czasowe. Po tym, jak władze niemieckie zlikwidowały liceum w Tuchowie, był zmuszony przez osiem miesięcy pracować zarobkowo w krakowskiej fabryce bezpieczników. Następnie został skierowany do warszawskiej wspólnoty redemptorystów, gdzie w tamtejszym nielegalnym seminarium miał dokończyć naukę. W Warszawie zastał go wybuch powstania[67].
2. Dzierzgwa Marian (ur. 20 października 1924 w Skarżysku-Kamiennej) – w 1938 roku został przyjęty do juwenatu w Toruniu. Po wybuchu wojny uciekł do Lublina, a po powrocie w rodzinne strony przez pewien czas wykonywał pracę biurową. W październiku 1940 udał się do Krakowa, aby kontynuować naukę w juwenacie. Śluby zakonne złożył 2 lutego 1942 w Łomnicy. Później przez pewien czas przebywał w Tuchowie, a następnie w Przedborzu, gdzie pomagał miejscowym księżom w przygotowaniu dzieci do pierwszej komunii świętej. Od lutego 1943 przebywał w Warszawie, gdzie zdołał ukończyć liceum i pierwszy kurs filozofii[68].
3. Motyka Bolesław (ur. 4 lipca 1924 w Staroniwej) – w 1938 roku został przyjęty do juwenatu w Toruniu. Po niemieckiej inwazji na Polskę był zmuszony przerwać naukę i powrócić do rodziny, lecz już wkrótce wstąpił do tajnego juwenatu w Krakowie. W lutym 1942 rozpoczął nowicjat w Łomnicy, który z powodu represji niemieckich był jednak zmuszony przerwać już po trzech miesiącach. Przez pewien czas pracował w jednej z rzeszowskich parafii. W październiku 1943 udał się do Warszawy, gdzie wznowił formację nowicjacką. W związku z wybuchem powstania i rosnącym zagrożeniem dla klasztoru i jego mieszkańców prawdopodobnie w dniu 2 sierpnia 1944 złożył przyśpieszone śluby zakonne[69].
4. Nowakowski Jan (ur. 1 grudnia 1918 w Zakościelu) – w 1932 roku został przyjęty do juwenatu w Toruniu, lecz problemy zdrowotne (gruźlica) zmusiły go do chwilowego przerwania nauki. W latach szkolnych działał aktywnie w stowarzyszeniach katolickich, a podczas okupacji sowieckiej pracował w kooperatywie w Mościskach. W lutym 1942 rozpoczął nowicjat w Łomnicy, który z powodu represji niemieckich był jednak zmuszony przerwać już po trzech miesiącach. We wrześniu 1943 udał się do Warszawy, gdzie wznowił formację nowicjacką. W związku z wybuchem powstania i rosnącym zagrożeniem dla klasztoru i jego mieszkańców prawdopodobnie w dniu 2 sierpnia 1944 złożył przyśpieszone śluby zakonne[70].
5. Zasadni Franciszek (ur. 16 kwietnia 1923 w Zasadnem) – w 1938 roku został przyjęty do juwenatu w Toruniu. Po niemieckiej inwazji na Polskę powrócił do rodzinnego domu, gdzie przez pewien czas uczył się prywatnie. W lutym 1942 rozpoczął nowicjat w Łomnicy, który z powodu represji niemieckich był jednak zmuszony przerwać już po trzech miesiącach. Jesienią 1942 udał się do Warszawy, gdzie wznowił formację nowicjacką. W związku z wybuchem powstania i rosnącym zagrożeniem dla klasztoru i jego mieszkańców prawdopodobnie w dniu 2 sierpnia 1944 złożył przyśpieszone śluby zakonne[71].

### Kleryk nowicjusz
1. Szymski Antoni (ur. 30 marca 1921 w Myślenicach) – do chwili wybuchu wojny ukończył trzy klasy gimnazjalne. Przez pewien czas pracował w tartaku, co uchroniło go przed wywózką na roboty przymusowe do Niemiec. 9 listopada 1943 rozpoczął formację nowicjacką w Warszawie. Tam też zastał go wybuch powstania[72].

## Upamiętnienie

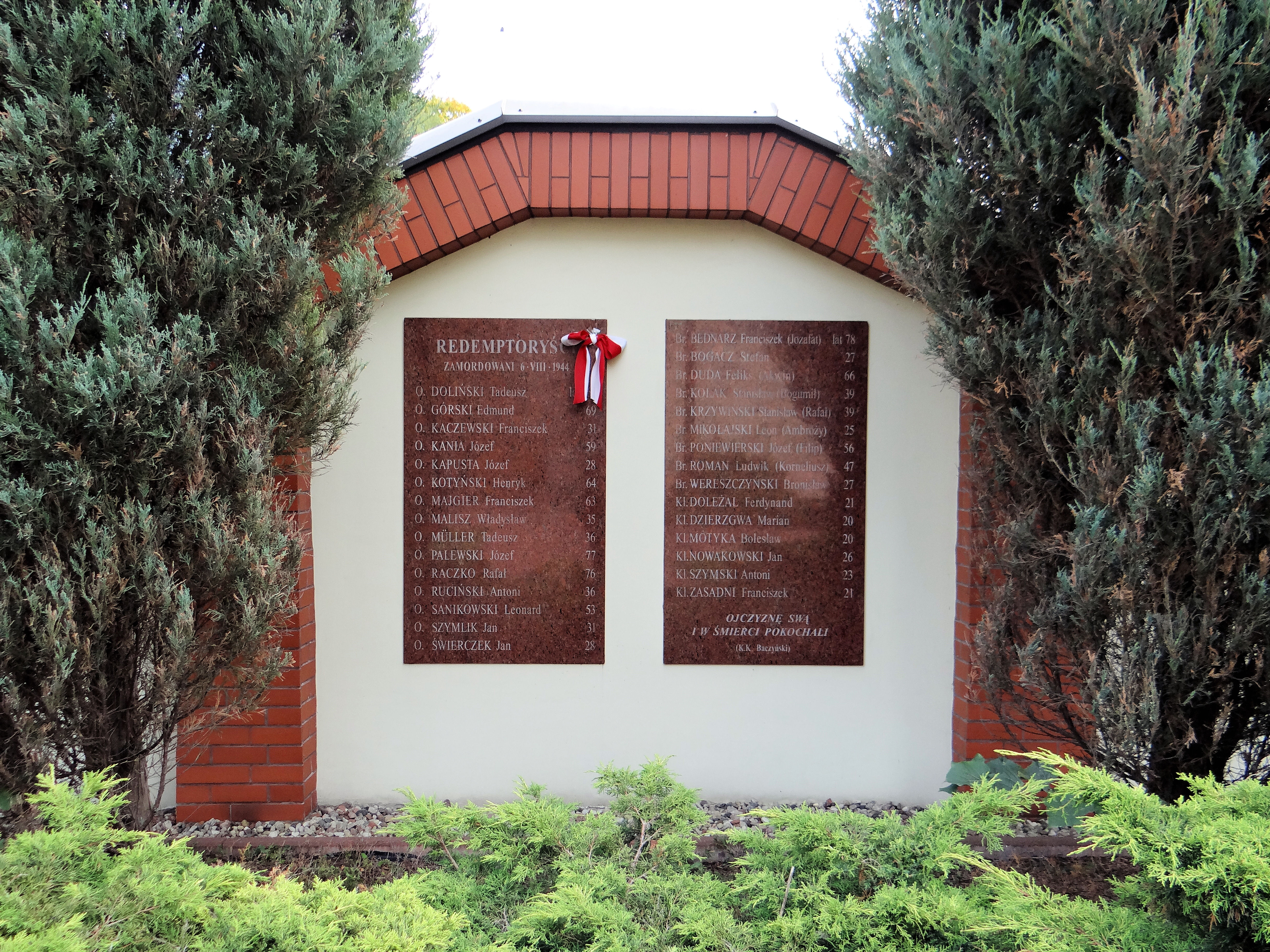
Tablice upamiętniające zamordowanych redemptorystów. Plac Męczenników Warszawskiej Woli

Powróciwszy do Warszawy pod koniec stycznia 1945, o. Jan Igielski udał się na miejsce straceń w składzie narzędzi i maszyn rolniczych fabryki Kirchmayera i Marczewskiego. Odnalazł tam ludzkie prochy i resztki kości, a wśród nich kilkanaście kluczy oraz kilka medalionów i pektorałów noszonych przez redemptorystów. 25 marca 1945 owe szczątki ludzkie zostały wraz z odnalezionym w klasztornej piwnicy ciałem o. Edmunda Górskiego pogrzebane na cmentarzu Wolskim. Symboliczne groby zamordowanych redemptorystów znajdują się odtąd przy wschodniej ścianie cmentarnego kościoła pod wezwaniem św. Grzegorza.
W latach 50. na frontonie kościoła św. Klemensa Hofbauera umieszczono wykonaną z piaskowca tablicę pamiątkową projektu Karola Tchorka, upamiętniającą redemptorystów zamordowanych 6 sierpnia 1944. Inna tablica projektu Tchorka, wolno stojąca przy ul. Wolskiej 77/81, upamiętnia ofiary egzekucji dokonywanych w składzie narzędzi i maszyn rolniczych fabryki Kirchmajera i Marczewskiego.
W czasach PRL klasztor i kościół przy ul. Karolkowej 49 stanowiły jeden z ważniejszych ośrodków krzewiących pamięć o rzezi Woli i jej ofiarach. Wiele wysiłków w upamiętnienie martyrologii trzydziestu redemptorystów włożył zwłaszcza o. Andrzej Rębacz (zm. 2011). Od 2000 roku niewielki ogrodzony placyk przylegający do kościoła i klasztoru znany jest jako plac Męczenników Warszawskiej Woli. Znajduje się tam szereg pamiątkowych tablic poświęconych mieszkańcom dzielnicy zamordowanym w sierpniu 1944, w tym dwie tablice upamiętniające rozstrzelanych redemptorystów.
11 września 2010 roku przy ul. Wolskiej 79 odsłonięty został niewielki pomnik zaprojektowany przez Marka Moderau, upamiętniający redemptorystów oraz blisko 2 tys. mieszkańców Woli zamordowanych 6 sierpnia 1944 w składzie narzędzi i maszyn rolniczych fabryki Kirchmajera i Marczewskiego. W uroczystości odsłonięcia pomnika wziął udział jeden z trzech ocalałych mieszkańców klasztoru przy ul. Karolkowej, o. Jan Piekarski. Pomnik w kolorze czarnym nawiązuje swą formą do habitu redemptorystów, przez który przenika krzyż . Widnieją na nim nazwiska zamordowanych redemptorystów oraz napis o treści:

Pamięci 30 zakonników redemptorystów i około 2 tysięcy mieszkańców warszawskiej Woli zamordowanych przez Niemców w fabryce Kirchmayera i Marczewskiego w dniu 6 sierpnia 1944 roku
Pozostali wierni Bogu, Kościołowi i Ojczyźnie

17 września 2003 biskup pelpliński Jan Bernard Szlaga otworzył proces beatyfikacyjny 122 polskich ofiar hitleryzmu, wśród których znalazł się jeden z redemptorystów zamordowanych w czasie rzezi Woli, o. Józef Palewski.